# Fusia de comitiis
Fusia de comitiis va ser una antiga llei romana establerta a proposta del cònsol Publi Fusi Fil o Publi Furi Fil, quan era el seu col·lega Sext Acili Serrà l'any 136 aC. Prohibia celebrar comicis en alguns dies assenyalats que la mateixa llei establia. Podria ser la mateixa llei que la Fufia de comitiis.